# 장수군의 국회의원
다음은 장수군의 국회의원 목록이다.

## 장수군의 역대 국회의원 일람
| 대수         | 이름              | 소속정당       | 임기                               | 선거구역                             |
| ------------ | ----------------- | -------------- | ---------------------------------- | ------------------------------------ |
| 제1대        | 김봉두(金奉斗)    | 무소속         | 1948년 5월 31일 - 1950년 5월 30일  | 장수군 일원                          |
| 제2대        | 김우성(金宇城) \| | 무소속         | 1950년 5월 31일 - 1954년 5월 30일  | 장수군 일원                          |
| 제3대        | 정준모(鄭準謨)    | 무소속         | 1954년 5월 31일 - 1958년 5월 30일  | 장수군 일원                          |
| 제4대        | 정준모(鄭準謨)    | 자유당         | 1958년 5월 31일 - 1960년 7월 28일  | 장수군 일원                          |
| 제5대 민의원 | 송영선(宋泳璿)    | 무소속         | 1960년 7월 29일 - 1961년 5월 16일  | 장수군 일원                          |
| 제6대        | 전휴상(全烋相)    | 민주공화당     | 1963년 12월 17일 - 1967년 6월 30일 | 진안군·장수군·무주군 일원            |
| 제7대        | 전휴상(全烋相)    | 민주공화당     | 1967년 7월 1일 - 1971년 6월 30일   | 진안군·장수군·무주군 일원            |
| 제8대        | 길병전(吉秉典)    | 민주공화당     | 1971년 7월 1일 - 1972년 10월 17일  | 장수군·무주군 일원(제6선거구)        |
| 제9대        | 최성석(崔成石)    | 신민당         | 1973년 3월 12일 - 1979년 3월 11일  | 진안군·무주군·장수군 일원(제3선거구) |
| 제9대        | 김광수(金光洙)    | 무소속         | 1973년 3월 12일 - 1979년 3월 11일  | 진안군·무주군·장수군 일원(제3선거구) |
| 제10대       | 김광수(金光洙)    | 민주공화당     | 1979년 3월 12일 - 1980년 10월 27일 | 진안군·무주군·장수군 일원(제3선거구) |
| 제10대       | 최성석(崔成石)    | 신민당         | 1979년 3월 12일 - 1980년 10월 27일 | 진안군·무주군·장수군 일원(제3선거구) |
| 제11대       | 황인성(黃寅性)    | 민주정의당     | 1981년 4월 11일 - 1985년 4월 10일  | 진안군·무주군·장수군 일원(제4선거구) |
| 제11대       | 오상현(吳上鉉)    | 민주한국당     | 1981년 4월 11일 - 1985년 4월 10일  | 진안군·무주군·장수군 일원(제4선거구) |
| 제12대       | 전병우(全炳宇)    | 민주정의당     | 1985년 4월 11일 - 1988년 5월 29일  | 진안군·무주군·장수군 일원(제4선거구) |
| 제12대       | 김광수(金光洙)    | 한국국민당     | 1985년 4월 11일 - 1988년 5월 29일  | 진안군·무주군·장수군 일원(제4선거구) |
| 제13대       | 이상옥(李相玉)    | 평화민주당     | 1988년 5월 30일 - 1992년 5월 29일  | 진안군·무주군·장수군 일원            |
| 제14대       | 황인성(黃寅性)    | 민주자유당     | 1992년 5월 30일 - 1996년 5월 29일  | 진안군·무주군·장수군 일원            |
| 제15대       | 정세균(丁世均)    | 새정치국민회의 | 1996년 5월 30일 - 2000년 5월 29일  | 진안군·무주군·장수군 일원            |
| 제16대       | 정세균(丁世均)    | 새천년민주당   | 2000년 5월 30일 - 2004년 5월 29일  | 진안군·무주군·장수군 일원            |
| 제17대       | 정세균(丁世均)    | 열린우리당     | 2004년 5월 30일 - 2008년 5월 29일  | 진안군·무주군·장수군·임실군 일원     |
| 제18대       | 정세균(丁世均)    | 통합민주당     | 2008년 5월 30일 - 2012년 5월 29일  | 진안군·무주군·장수군·임실군 일원     |
| 제19대       | 박민수(朴敏秀)    | 민주통합당     | 2012년 5월 30일 - 2016년 5월 29일  | 진안군·무주군·장수군·임실군 일원     |
| 제20대       | 안호영(安浩永)    | 더불어민주당   | 2016년 5월 30일 - 2020년 5월 29일  | 완주군·진안군·무주군·장수군 일원     |
| 제21대       | 안호영(安浩永)    | 더불어민주당   | 2020년 5월 30일 - 2024년 5월 29일  | 완주군·진안군·무주군·장수군 일원     |
| 제22대       | 박희승(朴熙承)    | 더불어민주당   | 2024년 5월 30일 -                  | 남원시·장수군·임실군·순창군 일원     |

## 같이 보기
- 전주시의 국회의원
- 군산시의 국회의원
- 익산시의 국회의원
- 김제시의 국회의원
- 남원시의 국회의원
- 진안군의 국회의원
- 무주군의 국회의원
- 임실군의 국회의원
- 순창군의 국회의원
- 완주군의 국회의원
- 진안군·무주군·장수군
- 진안군·무주군·장수군·임실군
- 완주군·진안군·무주군·장수군
- 남원시·장수군·임실군·순창군